# جيكدو
 جيكدو  (بالإنجليزية: Jigdo)‏ (لفظ منحوت من الكلمة "Jigsaw" و "download") هي اداة صممة في البداية لتحميل توزيعة دبيان/جنو لينكس. تقوم الاداة بتحميل ملفات من عدة مرايا لبناء صورة القرص (Disk image). جيكدو برمجية حرة تصدر تحت بنود رخصة جنو العمومية. حاليا جيكدو متاح لكلا من أوبونتو،  فيدورا،  سولاريس, فر بي اس دي.